# Funker Vogt
Funker Vogt (рус. Радист Фогт) — немецкая электро-индастриал группа, сформированная в 1990 году и исполняющая музыку преимущественно в стиле Aggrotech. Коллектив был образован вокалистом Йенсем Кэстелем и композитором Герритом Томасом. Менеджер группы Кай Шмидт. Другие члены группы: клавишник Бьёрн Боттчер и гитарист Франк Швайгерт. Название группы звучит по-русски как «Функер Фогт», группа была так названа в честь друга основателей проекта, который служил в армии радистом. Основная тема, которой музыканты посвящают свои песни, война.

## История группы
Bсе началось в начале 90-х годов, когда Геррит Томас (Gerrit Thomas), выходец из немецкого городка Хамлена, начал сочинять музыку просто ради забавы. Затем это вылилось в создание техно-индустриальной группы Ravenous. Ситуация изменилась в январе 1995 года, когда у Геррита набралось много наработок, которые не подходили по стилю к Ravenous, и вместе с вокалистом Йенсом Кастелем (Jens Kastel) он создает Funker Vogt, параллельно продолжая работать с Ravenous, но по определенным причинам старательно скрывая это обстоятельство. Менеджером и по совместительству поэтом группы становится еще один член Ravenous, Кай Шмидт (Kai Schmidt). Название группы имеет довольно несерьезное происхождение: слово «funker» означает «радио-оператор», и одновременно является шутливым наименованием Federal Armed Forces, где во время образования группы служил некий Stephan Vogt, которого музыканты в шутку называли Funker Vogt. Прозвище настолько им понравилось, что они решили назвать таким образом собственный проект.
В течение года музыканты записали достаточно материала для демонстрационной ленты и разослали по звукозаписывающим компаниям. Первыми (но не единственными) откликнулись Zoth Ommog, и музыканты решили заключить контракт именно с ними. Успех первого альбома («Thanks For Nothing», 1996), записанного на минимуме оборудования на квартире у Геррита, оказался для музыкантов полной неожиданностью. Жесткие агрессивные ритмы, под которые человек может выплеснуть свои негативные эмоции на танцплощадке, моментально покорили многие клубы Германии. Сразу же последовали первые концертные выступления группы.
Основная тема, которая выражается в творчестве музыкантов — война. На сцене они появляются, как правило, в военной защитной одежде, лирика также постоянно несет в себе картины войны. Кай Шмидт утверждает, что пишет тексты на основе запомнившихся ощущений, основой для очередной песни может послужить всего лишь фраза или даже слово, однако война больше всего подходит под изначальный имидж группы, а также является одной из вечных тем в существовании человечества.
На сегодняшний день Funker Vogt — один из самых известных техно-индустриальных проектов мира. Их музыка немного изменяется от альбома к альбому, становясь в основном более мелодичной и «дружелюбной». Однако на протяжении всего творческого пути у Геррита периодически накапливалось достаточно материала, который не вписывался ни в один из его существующих проектов. Так появились сайд-проекты Fusspils 11, Z.E.T.A. X и Fictional (в последнем Геррит также выполняет работу вокалиста). Все эти проекты предполагали выпуск только одного альбома, хотя музыканты не исключают возможности продолжения работы в каком-либо из этих направлений.

## Состав группы

### В настоящее время
- Геррит Томас — основатель и автор музыки, программирование, клавишные, бэк-вокал;
- Рене Дорнбуш — ударные c 2012 года, бэк-вокал, участник Eisfabrik вместе с Герритом.

### Бывшие участники
- Крис Л. — вокалист, фронтмен с 2016 по 2021 год, так же выступает в группе Agonoize;
- Йенс Кэстель — основатель и вокалист, фронтмен до конца 2013 года;
- Саша Корн — вокалист, принимал участие для записи сингла Sick Man в 2014 году;
- Мануэль Г. Рихтер — сессионный клавишник на подмену Геррита в последних турах с Йенсом Кастелем с 2012 по 2014 года.
- Кай Шмидт — автор большинства текстов группы и её сайд-проектов, менеджер, покинул группу вместе с Бьёрном Боттчером в 2010 году[2];
- Бьёрн Бёттчер — клавишные, игра на синтезаторе во время живых выступлений группы до 2010 года (отличительная черта — камуфляжная раскраска на лице);
- Томас Кролль — гитарист на ранних и поздних концертах до 2012 года;
- Франк Швайгерт — гитарист на концертах во времена Survival-тура в 2002—2004 годах, Navigator-тура, а так же Aviatour 2007—2008 годах.

## Текущее положение группы
Основатель Йенс Кастел был выставлен из группы из-за конфликта, возникшего с Герритом Томасом в 2013 году, после этого в 2014-м для записи сингла Sick Man был приглашен Саша Корн, после чего лейбл Out Of Line отказался с ними дальше сотрудничать, по причине сокрытия личности и объявления его новым участником в качестве фронтмена. На данный момент группа находится на лейбле Repo Records с новым фронтменом Крисом Л., который присоединился из группы Agonoize. Начиная с 2016-го по 2017 год был записан альбом Code of Conduct с участием Chris L, все предыдущие альбомы были записаны двумя основателями Герритом Томасом и Йенсом Кастелем. Также сменилась визуальная стилистика группы с военной на ближе к хипстерскому стилю из-за внешности участников. Сам же Йенс теперь выступал в трио The Firm Incorporated, также направления EBM, но ныне имеет свою группу KÆSTEL. Около 4 лет наблюдалось моральное и стилистическое разложение группы, как по оформлению концертов, так и по поведению участников. Судя по действиям Геррита, прослеживается планомерное избавление от всех, уже бывших в текущее время участников, возможно чтобы избавиться от их влияния и стать независимым.
В 2021ом году группа прекратила свое существование из-за прекращения работы с Крисом Л. Геррит Томас решил заняться старыми и новыми проектами.

## Сайд-проекты
Группы связанные с Герритом:
- Ravenous
- Fusspils 11 (так же участие принимал Йенс Кастел)
- Fictional
- Gecko Sector
- Z.E.T.A. X
- Eisfabrik (под сценическим псевдонимом Der Frost)
- Sick Man (изначально был синглом Funker Vogt и позже вылился в отдельный проект Саши Корн)

Группы связанные с Йенсом:
- The Firm Incorporated (В сокращении пишется The Firm Inc., является трио с Йенсом и двух участников E-CRAFT)[5]
- Kæstel (новый коллектив, был создан осенью в 2018 году)[6]

## Дискография

### Студийные альбомы
- 1995 Funker Vogt[7]
- 1996 Thanks for Nothing
- 1997 We came to kill
- 1998 Killing Time again
- 1998 Execution Tracks
- 2000 Maschine Zeit
- 2002 Survivor
- 2003 Revivor
- 2005 Navigator
- 2007 Aviator
- 2010 Blutzoll
- 2013 Companion In Crime
- 2017 Code of Conduct
- 2018 Wastelands
- 2021 Element 115

### Концертные альбомы
- 1999 Live Execution
- 2008 White Trash K17 Live
- 2009 Warzone K17

### Синглы
- 1997 Words of Power
- 1997 Take Care
- 1998 Tragic Hero
- 2000 Gunman
- 2001 Subspace
- 2001 Code 7477
- 2002 Date of Expiration
- 2003 Red Queen
- 2005 Fallen Hero
- 2008 White Trash
- 2010 Arising Hero
- 2012 Hard Way
- 2014 Sick Man
- 2017 Der Letzte Tanz
- 2017 Musik Ist Krieg
- 2018 Feel The Pain
- 2018 Ikarus

### Сборники
- 2000 T
- 2004 Always and Forever vol. 1
- 2006 Always and Forever vol. 2